# Carlo Bonomi
Carlo Bonomi (Milà, 12 de març de 1937 - Milà, 6 d'agost de 2022) va ser un actor de veu i pallasso italià, conegut pel seu treball de veu en off com a veu del Sr. Linea a la sèrie animada La Linea, així com de Pingu i diversos altres personatges a la sèrie de televisió homònima.

## Trajectòria
Bonomi va donar veu a molts personatges per al programa publicitari italià Carosello. El llenguatge dels sorolls que havia desenvolupat i utilitzat anteriorment al programa d'Osvaldo Cavandoli La Linea, entre 1971 i 1986, va ser reinterpretat per a l'aclamada sèrie de televisió Pingu a SF DRS durant les seves quatre primeres temporades produïdes entre 1990 i 2000, en les quals va donar veu a tots els personatges sense guió. El seu grammelot va ser originalment pensat per ser una paròdia del dialecte milanès, i es va inspirar en tres llenguatges abstractes utilitzats tradicionalment pels pallassos a França i a Itàlia. Quan el 2003 els drets de l'espectacle van ser adquirits per HIT Entertainment, Bonomi va ser substituït pels actors de veu de Londres David Sant i Marcello Magni.
El 1984 va proporcionar les veus de riure per a la sèrie de dibuixos animats Stripy. El 1985 va gravar els anuncis de ferrocarril de l'estació central de Milà que van romandre en ús fins al 2008. També va ser molt actiu com a actor de veu en drames radiofònics italians, i va ser la veu italiana de diversos personatges de dibuixos animats populars, com el Ratolí Mickey i Fred Flintstone. El 2008 va interpretar les veus de la tribu groga a Spore, que també va ser el seu darrer paper abans de retirar-se de l'actuació més tard, aquell mateix any. Va morir el 6 d'agost de 2022 a la seva ciutat natal, als vuitanta-cinc anys.

## Filmografia

### Pel·lícules
- La sexilinea (1972) – sr. Linea
- Il signor Rossi cerca la felicità (1976) – veus addicionals
- I sogni del signor Rossi (1977) – veus addicionals
- Le vacanze del signor Rossi (1978) – veus addicionals

### Animació
- La Linea (1971–1986) – sr. Linea[2]
- Calimero (1972–1975) – paparazzi
- Il Rosso e il Blu (1972–1976) – Rosso / veus addicionals
- Lineman (1972–1991) – sr. Linea
- Stripy (1984) – Stripy / tots els personatges
- Pingu (1986–2000) – Pingu / tots els personatges (veu)[2]
- Pingu: A Very Special Wedding (1997) – Pingu / tots els personatges

### Videojocs
- Pingu: A Barrel of Fun! (1997) – Pingu, Robby
- Fun! Fun! Pingu (1999) – Pingu, pingüins
- Spore (2008) – veus addicionals

### Acció en viu
- Ogni Regno (1969) - narrador (veu)
- Le mie prigioni (sèrie de tv) (1968) – el secretari
- La freccia nera (sèrie de tv) (1969) – Un alabarder
- Durante l'estate (1971) – doblatge de veu (sense acreditar)
- Festival de la Cançó d'Eurovisió (1965, 1990, 1992) - comentarista suís (veu)

### Altres obres
- Estació de tren de Milano Centrale (1985–2008) – locutor